# Marisa Regules
Marisa Regules (Buenos Aires, Argentina, 30 de noviembre de 1920 - Nueva York, Estados Unidos, 14 de julio de 1973 ) fue una pianista argentina.

## Biografía
Tuvo por maestro a Alberto Williams, y dio el primer concierto en su ciudad natal a los cinco años. A los 10 actuó en Madrid y fue a París, donde perfeccionó su técnica con Wanda Landowska y Artur Schnabel. De nuevo en Sudamérica , efectuó varias giras de conciertos y actuó en la película argentina Albéniz.